# Екстраверзија и интроверзија
Екстраверзија је према К. Г. Јунгу, став окренутости либида ка објекту, ка спољашњем свету, насупрот ставу интроверзије. За екстраверзију је карактеристично да личност већу пажњу придаје догађајима у спољашњој, него збивањима у унутрашњој, психичкој реалности. Активна екстраверзија означава намерно усмеравање пажње на спољашњу реалност.
Интроверзија је према Јунгу, оријентација либида ка сопственом, унутрашњем, субјективном свету. Таква оријентација подразумева окретање од спољашњег света и од интерперсоналних односа ка себи.
Амбиверт је у психоаналитичкој теорији Карла Јунга, појединац чија личност садржи приближно исте карактеристике интроверта и екстраверта.